# Standortübungsplatz Oberviechtach
Standortübungsplatz Oberviechtach este o arie protejată (arie specială de conservare — SAC, sit de importanță comunitară — SCI) din Germania întinsă pe o suprafață de 238,67 ha, integral pe uscat.

## Localizare
Centrul sitului Standortübungsplatz Oberviechtach este situat la coordonatele 49°28′40″N 12°26′47″E / 49.4778°N 12.4464°E.

## Înființare
Situl Standortübungsplatz Oberviechtach a fost declarat sit de importanță comunitară în noiembrie 2004 pentru a proteja 1 specie de animale. Situl a fost protejat și ca arie specială de conservare în aprilie 2016.

## Biodiversitate
Situată în ecoregiunea continentală, aria protejată conține 3 habitate naturale: Formațiuni ierboase bogate în specii de Nardus, dezvoltate pe substraturi silicioase în zone montane (și în zone submontane, în Europa continentală), Liziere de ierburi înalte hidrofile de câmpie și de nivel montan până la alpin, Păduri de fag Luzulo-Fagetum.
La baza desemnării sitului se află o specie protejată de  amfibieni: triton cu creastă (Triturus cristatus).